# 이주씨
이주씨(중국어 정체자: 爾朱氏, 병음: Ěrzhū)는 기원전 4세기부터 기원후 2세기까지 북아시아에 존재했던 유목제국 흉노의 성씨 가운데 하나이며, 본래는 글호(契胡) 부족 중 한 지파로 이주천(爾朱川)이라는 곳에 거주한 것에서 이름이 유래했다. 일부 자손들은 이주씨를 주씨(朱氏)로 바꾸었다.